# Никольский собор (Ардатов)
Нико́льский собо́р — православный храм в городе Ардатове (Мордовия), кафедральный собор Ардатовской епархии Русской православной церкви.

## История
Первый храм во имя Живоначальной Троицы был построен в Ардатове или в 1686 году, когда был дан об этом приведенный указ или в следующем 1687 году. Был ли в этой церкви и придел святого Сергия — ни письменных сведений, ни преданий не сохранилось. Этот храм был, вероятно, деревянный, так как скоро в то время выстроить каменную церковь было в полудиком краю нелегко. Место на котором была выстроена первая церковь, нужно полагать, было то самое, на котором и теперь находится соборный храм Живоначальной Троицы. В 1769 году первоначальная церковь была заменена, как гласит летопись Ардатовскаго Троицкаго собора, новою, каменною, о пяти главах, с каменною же колокольнею, премыкавшею к самой церкви с западной стороны. В этой церкви главный храм освящен также во имя Святой Троицы, а придел во имя архангела Гавриила. Антиминс в приделе древний, полотняный, освящен в 1743 году епископом Нижегородским и Алатырским Димитрием. Этот храм последствие носил в общежитии название холодного, или летнего.
Второй соборный тёплый храм во имя святителя Николая существует, основываясь на данных клировых ведомостей, с 1809 года. Этот храм также каменный, но более обширный, чем первый. Антиминс для этого храма был освящен в том же 1809 году архиепископом Казанским Павлом, и заменён за ветхостью в 1868 году новым.
С восточной стороны в стене ограды имеется построенная в 1841 году каменная часовня вместо бывшей на этом месте деревянной и, быть может, той самой часовни, о которой упоминается в указе царей.
В дальнейшем существовании подвергся существенным перестройкам и пристройкам только летний собор. Так с 1873 по 1876 год была построена, взамен старой, новая каменная колокольня, отдельно от того и другого храма. Высота новой колокольни 24 сажени. Построена на средства прихожан особым усердием и старанием бывших соборных старост Ивана Васильевича Татаринова и Льва Ивановича Мурашкинцева. Постройка колокольни обошлась, при постройке хозяйственным способом, до 25000 рублей.
В 1880 году произведена пристройка летнего собора в длину около 5 сажень и обошлась, при хозяйственном ведении дела, до 14000 рублей.
В летний храм занимает площадь около 75 квадратных сажень: длина храма 18 сажень 2 аршина и ширина настоящей 4 сажени 2 аршина. Зимний собор занимает площадь около 90 квадратных сажень: длина храма 18 сажень, ширина в алтаре 4 сажени и настоящей и трапезы 5 сажень.
Ограда около соборов и колокольни каменная; устроена в 1877 году; стоимость постройки составила до 1500 рублей. Внутри ограды посадили насаждения акации и небольшое количества берёз.
В 1896 году была открыта церковно-приходская школа, разместившаяся в церковной сторожке.
В советские годы был закрыт. В 1990 годы возвращён Церкви и полностью восстановлен.
30 мая 2011 года решением Священного Синода была образована Ардатовская епархия, после чего Никольский храм стал её кафедральным собором.

## Современное состояние
При кафедральном соборе работает воскресная школа, как для детей, так и для взрослых. Епископ Вениамин после богослужения сам проводит занятия со взрослыми.